# Stenurella septempunctata
Stenurella septempunctata је врста инсекта из реда тврдокрилаца (Coleoptera) и породице стрижибуба (Cerambycidae). Сврстана је у потпородицу Lepturinae.

## Распрострањеност и станиште
Врста се среће на подручју централне и југоисточне Европе, Мале Азије, Ирана и на Кавказу. Честа је врста на подручју Србије, како у равницама тако и на већим висинама. Обично се среће на цветовима на осунчаним местима.

## Опис
Глава је наранџаста или црна са наранџастим потиљком, пронотум је наранџаст или црнкаст. Покрилца су такође наранџаста са тамним тачкицама или попречним штрафтама. Предњи и средњи пар ногу су жути док задњи има црне мрље на зглобовима. Дужина тела је од 8 до 12 mm.

## Биологија
Комплетан циклус развића се одвија у периоду од 2 до 3 године. Ларве се развијају у отпалим трулим гранама, најчешће на лески и грабу. Адулти се могу срести током маја, јуна и јула, на различитим цветовима.

## Галерија
- одрасла јединка
- одрасла јединка
- одрасла јединка

## Синоними
- Leptura septempunctata Fabricius, 1793
- Leptura (Stenurella) septempunctata Fabricius, 1793
- Stenurella (Priscostenurella) septempunctata (Fabricius, 1793)
- Strangalia septempunctata (Fabricius, 1793)